# Liste der Abgeordneten der Landstände des Herzogtums Nassau (1818–1848)
Diese Liste nennt die Abgeordneten der Landstände des Herzogtums Nassau in den ersten 5 Wahlperioden bzw. den Jahren 1818–1848. Die Abgeordneten ab 1848 sind in Liste der Abgeordneten der Landstände des Herzogtums Nassau (1848–1851) beschrieben, da das völlig andere Wahlrecht sowie die Einführung eines Ein-Kammer-Parlamentes eine andere Darstellung erfordert.
Das Parlament bestand aus zwei Kammern:

## Herrenbank (Erste Kammer)
| Name                                                               | Von-Bis   | Gruppe              | Anmerkung                                           |
| ------------------------------------------------------------------ | --------- | ------------------- | --------------------------------------------------- |
| Konstantin von Ritter zu Groenesteyn                               | 1818–1819 | Geborene Mitglieder | Als Vertreter des Erzherzogs von Österreich         |
| Konstantin Freiherr von Ritter zu Groenesteyn                      | 1847      | Geborene Mitglieder | als Vertreter der Gräfin von Giech                  |
| Karl Wilderich Graf von Walderdorff                                | 1829–1848 | Geborene Mitglieder |                                                     |
| Joseph von Boos zu Waldeck                                         | 1831–1832 | Geborene Mitglieder | Vertreter des Fürsten zu Wied                       |
| Friedrich Graf von Ingelheim gen. Echter von Mespelbrunn           | 1831–1832 | Geborene Mitglieder | Als Vertreter des Erzherzogs von Österreich         |
| Adolph Freiherr von Malapert-Neufville                             | 1831–1845 | Geborene Mitglieder | Vertreter des Fürsten von der Leyen                 |
| Adolph Heinrich Ludwig von Nauendorf                               | 1831–1832 | Geborene Mitglieder | Vertreter des Fürsten zu Wied                       |
| Adolph Freiherr von Nauendorf                                      | 1842      | Geborene Mitglieder | Vertreter des Prinzen Moritz von Nassau             |
| Georg Ernst Ludwig von Preuschen von und zu Liebenstein            | 1831–1832 | Geborene Mitglieder | Vertreter des Grafen Schönborn-Wiesentheid          |
| Friedrich Wilhelm Freiherr Schütz von Holzhausen                   | 1831–1832 | Geborene Mitglieder | Vertreter des Prinzen Friedrich von Nassau          |
| August Friedrich Wilhelm Freiherr von Bibra (d. Ä.)                | 1832–1833 | Geborene Mitglieder | Vertreter des Prinzen der Niederlande               |
| Robert Freiherr von Canstein                                       | 1833–1847 | Geborene Mitglieder | Vertreter des Grafen von Leiningen-Westerburg       |
| Otto Philipp Freiherr von Greiffenclau zu Vollrads                 | 1833–1834 | Geborene Mitglieder | Als Vertreter des Erzherzogs Stephan von Österreich |
| Adolph Freiherr Langwerth von Simmern                              | 1842–1845 | Geborene Mitglieder | als Vertreter des Grafen von Giech                  |
| Friedrich Freiherr von Wintzingerode                               | 1843–1847 | Geborene Mitglieder | Vertreter des Prinzen Moritz von Nassau             |
| Friedrich Graf von Bismark                                         | 1846–1847 | Geborene Mitglieder | Vertreter des Fürsten von der Leyen                 |
| Moritz Freiherr von Gagern                                         | 1846–1848 | Geborene Mitglieder | Vertreter des Fürsten zu Wied                       |
| Friedrich Graf von Ingelheim gen. Echter von Mespelbrunn           | 1818–1824 | Gewählte Mitglieder |                                                     |
| Friedrich Graf von Ingelheim gen. Echter von Mespelbrunn           | 1825      | Gewählte Mitglieder | Mandat nicht angetreten                             |
| Anton von Breidbach-Bürresheim gen. vom Ried                       | 1826–1847 | Gewählte Mitglieder | Nachwahl für den Grafen von Ingelheim               |
| August von Preuschen von und zu Liebenstein                        | 1818–1845 | Gewählte Mitglieder |                                                     |
| Hans Carl Freiherr von Zwierlein                                   | 1818–1831 | Gewählte Mitglieder |                                                     |
| Adolph Freiherr von Raitz von Frentz zu Schlenderhahn              | 1831–1845 | Gewählte Mitglieder | Nachwahl für Zwierlein                              |
| Friedrich Freiherr von Ritter zu Groenesteyn                       | 1818–1824 | Gewählte Mitglieder |                                                     |
| Ferdinand Christoph Freiherr Schütz zu Holzhausen                  | 1818–1824 | Gewählte Mitglieder |                                                     |
| Friedrich Freiherr von Dungern                                     | 1818–1838 | Gewählte Mitglieder |                                                     |
| August Freiherr von Kruse                                          | 1825–1832 | Gewählte Mitglieder |                                                     |
| August Freiherr von Kruse                                          | 1846–1848 | Gewählte Mitglieder |                                                     |
| Jacob Graf und Edler Herr von und zu Eltz gen. Faust von Stromberg | 1825–1832 | Gewählte Mitglieder |                                                     |
| Jacob Graf und Edler Herr von und zu Eltz gen. Faust von Stromberg | 1839–1845 | Gewählte Mitglieder |                                                     |
| Friedrich Wilhelm Freiherr Schütz von Holzhausen                   | 1832–1847 | Gewählte Mitglieder |                                                     |
| Max Werner Joseph Anton Wolff-Metternich zur Gracht                | 1832–1838 | Gewählte Mitglieder |                                                     |
| Friedrich Wilhelm Freiherr von Marschall von Bieberstein           | 1839–1848 | Gewählte Mitglieder |                                                     |
| Adolph Freiherr von Malapert-Neufville                             | 1846–1848 | Gewählte Mitglieder |                                                     |
| Hans Constantin Freiherr von Zwierlein                             | 1846–1848 | Gewählte Mitglieder |                                                     |

Mit dem Pairsschub von 1831 wurde die erste Kammer erweitert.
- Erblich ernanntes Mitglied (gemäß Edikt vom 29. Oktober 1831) wurde Franz Erwein von Schönborn-Wiesentheid, der sein Mandat von 1832 bis 1837 wahrnahm.
- Auf Lebenszeit ernannte Mitglieder (gemäß Edikt vom 29. Oktober 1831) wurden
  - Ferdinand Christoph Schütz von Holzhausen (anwesend 1831–1840 und 1842)
  - Hans Carl von Zwierlein (anwesend 1831–1842 und 1844–1847)
- Im Auslegungsweg wurden durch den Herzog zu Mitgliedern erklärt:
  - Edmund von Coudenhove (als Vertreter des Prinzen Wilhelm von Oranien) (anwesend: 1831–1832)
  - Otto Philipp von Greiffenclau zu Vollrads (als Vertreter des Prinzen Friedrich der Niederlande) (anwesend: 1831–1832)
  - Georg Ernst Ludwig von Preuschen von und zu Liebenstein (als Vertreter des Prinzen Wilhelm von Oranien) (anwesend: 1832–1833)

## Deputiertenkammer (Zweite Kammer)
| Name                          | Von-Bis   | Gruppe                              | Wahlbezirk | Anmerkung                                                                                           |
| ----------------------------- | --------- | ----------------------------------- | ---------- | --------------------------------------------------------------------------------------------------- |
| Georg Herber                  | 1818–1832 | Grundbesitzer                       | Wiesbaden  | Mandat aberkannt                                                                                    |
| Nikolaus Kunz                 | 1833–1838 | Grundbesitzer                       | Wiesbaden  | Nachwahl für Herber                                                                                 |
| Heinrich Carl Goedecke        | 1818–1820 | Grundbesitzer                       | Wiesbaden  | |
| Georg Herber                  | 1818–1832 | Grundbesitzer                       | Wiesbaden  | |
| Georg Heinrich Koch           | 1818–1832 | Grundbesitzer                       | Wiesbaden  | |
| Martin Neumann                | 1818–1820 | Grundbesitzer                       | Wiesbaden  | verstorben                                                                                          |
| Jacob Borkholder              | 1821      | Grundbesitzer                       | Wiesbaden  | Nachwahl für Martin Neumann; Mandat niedergelegt; das Mandat wurde dem Wahlkreis Weilburg zugeteilt |
| Johannes Kunz                 | 1818–1832 | Grundbesitzer                       | Wiesbaden  | |
| Philipp Reinhard Seybert      | 1818–1822 | Grundbesitzer                       | Wiesbaden  | Mandat aberkannt; keine Nachwahl                                                                    |
| Friedrich Wilhelm Goedecke    | 1818–1825 | Grundbesitzer                       | Wiesbaden  | |
| Carl Birkenstock              | 1826–1832 | Grundbesitzer                       | Wiesbaden  | |
| Heinrich Peter Dörr           | 1818–1824 | Grundbesitzer                       | Wiesbaden  | |
| Michael Dietz                 | 1825–1832 | Grundbesitzer                       | Wiesbaden  | Mandat aberkannt                                                                                    |
| Anton Gergens                 | 1833–1835 | Grundbesitzer                       | Wiesbaden  | Nachwahl für Michael Dietz; 1835 wurde die Wahl für ungültig erklärt                                |
| Ludwig David Ochs             | 1835–1845 | Grundbesitzer                       | Wiesbaden  | Nachwahl für Anton Gergens                                                                          |
| Anton Douqué                  | 1825–1832 | Grundbesitzer                       | Wiesbaden  | |
| Johann Ferdinand Werle        | 1825–1832 | Grundbesitzer                       | Wiesbaden  | |
| Friedrich Arnold von Eck      | 1832      | Grundbesitzer                       | Wiesbaden  | Mandat aberkannt                                                                                    |
| Heinrich Heimes               | 1833–1836 | Grundbesitzer                       | Wiesbaden  | Nachwahl für von Eck; Mandat niedergelegt                                                           |
| Georg Hofmann                 | 1832      | Grundbesitzer                       | Wiesbaden  | Mandat aberkannt                                                                                    |
| Johann Seelig                 | 1833–1835 | Grundbesitzer                       | Wiesbaden  | Nachwahl für Georg Hofmann; Mandat niedergelegt                                                     |
| Christian Gottlieb            | 1836–1837 | Grundbesitzer                       | Wiesbaden  | Nachwahl für Johannes Seelig; verstorben, keine Nachwahl                                            |
| Nikolaus Kindlinger           | 1832      | Grundbesitzer                       | Wiesbaden  | Mandat aberkannt                                                                                    |
| Philipp Siegfried             | 1833      | Grundbesitzer                       | Wiesbaden  | Nachwahl für Nikolaus Kindlinger; Mandat niedergelegt                                               |
| Friedrich Gustav Habel        | 1835–1838 | Grundbesitzer                       | Wiesbaden  | Nachwahl für Philipp Siegfried                                                                      |
| Gerhard Schott                | 1832–1838 | Grundbesitzer                       | Wiesbaden  | |
| Joseph Weiler                 | 1832      | Grundbesitzer                       | Wiesbaden  | Mandat aberkannt                                                                                    |
| Christoph Zimmermann          | 1833      | Grundbesitzer                       | Wiesbaden  | Nachwahl für Joseph Weiler; Mandat nicht angenommen                                                 |
| Friedrich Schenck             | 1834–1845 | Grundbesitzer                       | Wiesbaden  | Nachwahl für Christoph Zimmermann                                                                   |
| Jacob Grein                   | 1839      | Grundbesitzer                       | Wiesbaden  | Mandat niedergelegt; keine Neuwahl                                                                  |
| Andreas Jungblut              | 1839–1845 | Grundbesitzer                       | Wiesbaden  | |
| Carl Müller                   | 1839–1848 | Grundbesitzer                       | Wiesbaden  | |
| Joseph Müller                 | 1839–1845 | Grundbesitzer                       | Wiesbaden  | |
| Wilhelm Schnaß                | 1839–1845 | Grundbesitzer                       | Wiesbaden  | |
| Jacob Schneider               | 1839–1845 | Grundbesitzer                       | Wiesbaden  | |
| Johann Baptist Cratz          | 1846–1848 | Grundbesitzer                       | Wiesbaden  | |
| Michael Fussinger             | 1846–1848 | Grundbesitzer                       | Wiesbaden  | |
| Carl Heeser                   | 1846–1848 | Grundbesitzer                       | Wiesbaden  | |
| August Hergenhahn             | 1846–1848 | Grundbesitzer                       | Wiesbaden  | |
| Philipp Müller                | 1846–1848 | Grundbesitzer                       | Wiesbaden  | |
| Wilhelm Zais                  | 1846–1848 | Grundbesitzer                       | Wiesbaden  | |
| Heinrich Carl Goedecke        | 1818–1820 | Grundbesitzer                       | Weilburg   | Verstorben 1820                                                                                     |
| Carl von Ibell                | 1821      | Grundbesitzer                       | Weilburg   | Nachwahl für Goedecke / Mandat nicht angenommen                                                     |
| Johann Löhr                   | 1822–1832 | Grundbesitzer                       | Weilburg   | Nachwahl für Ibell                                                                                  |
| Friedrich Eberhard            | 1818–1824 | Grundbesitzer                       | Weilburg   | |
| Philipp Fink                  | 1818–1832 | Grundbesitzer                       | Weilburg   | Mandat aberkannt                                                                                    |
| Peter Thönges                 | 1833–1835 | Grundbesitzer                       | Weilburg   | Nachwahl für Fink / Mandat niedergelegt                                                             |
| Johannes Höchst               | 1836–1848 | Grundbesitzer                       | Weilburg   | Nachwahl für Thönges                                                                                |
| Johann Leicker                | 1822–1832 | Grundbesitzer                       | Weilburg   | Nachwahl für Borkholder (aus WB Wiesbaden)                                                          |
| Jacob Heinrich Eberhard       | 1825–1832 | Grundbesitzer                       | Weilburg   | Mandat aberkannt                                                                                    |
| Jacob Otto                    | 1833–1845 | Grundbesitzer                       | Weilburg   | Nachwahl für Eberhard                                                                               |
| Philipp May                   | 1825–1832 | Grundbesitzer                       | Weilburg   | Mandat aberkannt                                                                                    |
| Heinrich Velte                | 1833–1848 | Grundbesitzer                       | Weilburg   | Nachwahl für May                                                                                    |
| Johann Adam Allendörfer       | 1832      | Grundbesitzer                       | Weilburg   | Mandat aberkannt                                                                                    |
| Carl Habel                    | 1833–1845 | Grundbesitzer                       | Weilburg   | Nachwahl für Allendörfer                                                                            |
| Joseph Trombetta              | 1832      | Grundbesitzer                       | Weilburg   | Mandat nicht angenommen                                                                             |
| Georg Wagner                  | 1833–1838 | Grundbesitzer                       | Weilburg   | Nachwahl für Trombetta                                                                              |
| Peter Dienst                  | 1839–1848 | Grundbesitzer                       | Weilburg   | |
| Christian Eberhard            | 1846–1848 | Grundbesitzer                       | Weilburg   | |
| Bernhard Ermen                | 1846–1848 | Grundbesitzer                       | Weilburg   | |
| Jacob Preuß                   | 1818–1826 | Grundbesitzer                       | Dillenburg | 1826 verstorben                                                                                     |
| Joseph Adamy                  | 1828–1832 | Grundbesitzer                       | Dillenburg | Nachwahl für Preuß / Mandat niedergelegt                                                            |
| Ludwig Cunz                   | 1833–1838 | Grundbesitzer                       | Dillenburg | Nachwahl für Adamy                                                                                  |
| Georg Heinrich Schupp         | 1818–1824 | Grundbesitzer                       | Dillenburg | |
| Joseph Trombetta              | 1818–1822 | Grundbesitzer                       | Dillenburg | Mandat niedergelegt                                                                                 |
| Georg Baldus                  | 1823–1848 | Grundbesitzer                       | Dillenburg | Nachwahl für Trombetta                                                                              |
| Friedrich Eberhard            | 1825–1832 | Grundbesitzer                       | Dillenburg | Mandat aberkannt                                                                                    |
| Johann Müller                 | 1833–1838 | Grundbesitzer                       | Dillenburg | Nachwahl für Eberhard                                                                               |
| Johann Bausch                 | 1839–1845 | Grundbesitzer                       | Dillenburg | |
| Johann Daniel Haas            | 1846–1848 | Grundbesitzer                       | Dillenburg | |
| Christoph Joseph Siebert      | 1846–1848 | Grundbesitzer                       | Dillenburg | |
| Friedrich Herborn             | 1818–1822 | Gewerbetreibende                    |            | Mandat niedergelegt                                                                                 |
| Friedrich Ruß                 | 1823–1832 | Gewerbetreibende                    |            | Nachwahl für Herborn / Mandat aberkannt                                                             |
| Heinrich Joseph Trombetta     | 1833–1836 | Gewerbetreibende                    |            | Nachwahl für Ruß                                                                                    |
| Karl Lossen                   | 1837–1845 | Gewerbetreibende                    |            | Nachwahl für Trombetta                                                                              |
| Peter Heinrich Schmidt        | 1818–1819 | Gewerbetreibende                    |            | 1819 verstorben                                                                                     |
| Jacob Busch                   | 1820–1824 | Gewerbetreibende                    |            | Nachwahl für Schmidt                                                                                |
| Georg Buderus                 | 1818      | Gewerbetreibende                    |            | Mandat niedergelegt                                                                                 |
| Jacob Bertram                 | 1819–1822 | Gewerbetreibende                    |            | Nachwahl für Buderus / Mandat niedergelegt / 1832 Mandat aberkannt                                  |
| Michael Dietz                 | 1823–1824 | Gewerbetreibende                    |            | Nachwahl für Jacob Bertram                                                                          |
| Daniel Düringer               | 1833–1845 | Gewerbetreibende                    |            | Nachwahl für Jacob Bertram                                                                          |
| Christian Schlichter          | 1818–1828 | Gewerbetreibende                    |            | 1828 verstorben                                                                                     |
| Ludwig Oeffner                | 1829–1832 | Gewerbetreibende                    |            | Nachwahl für Schlichter                                                                             |
| Johann Jakob Jung             | 1825–1832 | Gewerbetreibende                    |            | |
| Friedrich Lang                | 1832      | Gewerbetreibende                    |            | Mandat aberkannt                                                                                    |
| Nikolaus Schmölder            | 1833–1836 | Gewerbetreibende                    |            | Nachwahl für Lang / Mandat niedergelegt / Keine Nachwahl                                            |
| August Armack                 | 1839–1845 | Gewerbetreibende                    |            | |
| Franz Bertram                 | 1846–1848 | Gewerbetreibende                    |            | |
| Dietrich Dresel               | 1846–1848 | Gewerbetreibende                    |            | |
| Joseph Heß                    | 1846–1848 | Gewerbetreibende                    |            | |
| Georg Müller                  | 1818–1836 | Geistliche und höhere Lehranstalten |            | 1832 Wahl für ungültig erklärt; dann erneut gewählt                                                 |
| Wilhelm Gieße                 | 1837–1839 | Geistliche und höhere Lehranstalten |            | Nachwahl für Müller                                                                                 |
| Ludwig Wilhelm Wilhelmi       | 1840–1848 | Geistliche und höhere Lehranstalten |            | Nachwahl für Wilhelm Giesse                                                                         |
| Friedrich Gieße               | 1818–1832 | Geistliche und höhere Lehranstalten |            | |
| Hubert Corden                 | 1818–1824 | Geistliche und höhere Lehranstalten |            | |
| Christian Wilhelm Snell       | 1818–1828 | Geistliche und höhere Lehranstalten |            | Mandat niedergelegt                                                                                 |
| Wilhelm Frorath               | 1829–1832 | Geistliche und höhere Lehranstalten |            | Nachwahl für Snell                                                                                  |
| Jakob Brand                   | 1825–1833 | Geistliche und höhere Lehranstalten |            | 1832 Wahl für ungültig erklärt; dann erneut gewählt; 1833 gestorben                                 |
| Philipp Schütz                | 1834–1848 | Geistliche und höhere Lehranstalten |            | Nachwahl für Brand                                                                                  |
| Johann Gottlieb Ammann        | 1832–1836 | Geistliche und höhere Lehranstalten |            | 1832 Wahl für ungültig erklärt; dann erneut gewählt                                                 |
| Friedrich Traugott Friedemann | 1832–1838 | Geistliche und höhere Lehranstalten |            | 1832 Wahl für ungültig erklärt; dann erneut gewählt                                                 |
| Wilhelm Senfft                | 1839–1848 | Geistliche und höhere Lehranstalten |            | |
| Wilhelm Otto                  | 1839–1848 | Geistliche und höhere Lehranstalten |            | 1846 bis 1848 Präsident der Deputiertenkammer                                                       |